# 小島由夏
小島 由夏（おじま ゆか）は、日本の舞台俳優である。大阪府大阪市出身。劇団四季所属。

## 来歴
ミュージカルスクールで講師を務めた経験を持つ。マンマ・ミーア!の観劇をきっかけに劇団四季を目指す。
2003年、劇団四季創立50周年記念オーディションに合格。
マンマ・ミーア!で、劇団四季での初舞台を踏み、ジーザス・クライスト=スーパースターやノートルダムの鐘などに出演。

## 出演作品
- ジーザス・クライスト=スーパースター（アンサンブル）
- ノートルダムの鐘（アンサンブル）
- 美女と野獣（アンサンブル）
- アスペクツ・オブ・ラブ
- オペラ座の怪人
- ライオンキング（アンサンブル）
- マンマ・ミーア!（アンサンブル）